# Reicheocactus bonnieae
Reicheocactus bonnieae ist eine Pflanzenart aus der Gattung Reicheocactus in der Familie der Kakteengewächse (Cactaceae). Das Artepitheton bonnieae ehrt die US-amerikanische Kakteenliebhaberin Bonnie Brunkow, die die Art entdeckte.

## Beschreibung
Reicheocactus bonnieae wächst meist einzeln. Die schlank zylindrischen, graugrünen bis olivgrünen, vollständig von der dichten Bedornung verborgenen Triebe erreichen bei Durchmessern von 1,5 bis 2,5 Zentimetern Wuchshöhen von 10 bis 15 Zentimeter (selten bis zu 30 Zentimeter). Sie gehen mit einem halsartig verjüngtem Abschnitt in eine sehr große, häufig unregelmäßig verzweigte Pfahlwurzel über. Es sind etwa 30 Rippen vorhanden, die mehr oder weniger senkrecht angeordnet und in Höcker aufgelöst sind. Die darauf befindlichen Areolen sind weiß behaart und stehen etwa 1 Millimeter voneinander entfernt. Aus ihnen entspringen etwa zehn kammförmig angeordnete, braunrosafarbene, etwas durchscheinende Dornen, die im Alter vergrauen. Die pfriemlichen Dornen sind an ihrer Basis verdickt und weisen eine Länge von 1 bis 1,5 Millimeter auf.
Die glockenförmigen Blüten sind bis zu 2,5 Zentimeter lang und weisen ebensolche Durchmesser auf. Die äußeren Blütenhüllblätter sind dunkelgelb, die inneren gelb. Das Perikarpell und die Blütenröhre sind mit dunklen Wollhaaren besetzt. Die eiförmigen, dunkelvioletten Früchte sind 1,1 bis 1,5 Zentimeter lang. Sie reißen längs auf und enthalten bis zu 400 Samen.

## Verbreitung und Systematik
Reicheocactus bonnieae ist in der argentinischen Provinz Catamarca westlich von Fiambalá auf trockenen, fast kahlen Schotterhängen in Höhenlagen von etwa 2000 Metern verbreitet.
Die Erstbeschreibung als Lobivia bonnieae durch Josef Jakob Halda, Sean Hogan und Zlatko Janeba wurde 1999 veröffentlicht. Boris O. Schlumpberger stellte die Art 2012 in die Gattung Reicheocactus.  Ein weiteres nomenklatorisches Synonym ist Echinopsis bonnieae (Halda, Hogan & Janeba) Halda & Malina (2002).
Reicheocactus bonnieae ist nahe mit Reicheocactus famatinensis verwandt.

## Nachweise